# Boreotrophon macouni
Boreotrophon macouni is een slakkensoort uit de familie van de Muricidae. De wetenschappelijke naam van de soort is voor het eerst geldig gepubliceerd in 1910 door William Healey Dall en Paul Bartsch.
De soort is genoemd naar John Macoun, een natuurwetenschapper die in opdracht van de Geological Survey of Canada de fauna en flora in het noordwesten van Canada onderzocht. Hij verzamelde ze in 1908-9 in Barkley Sound aan de westkust van Vancouvereiland.